# Iio Kazuya
Kazuya Iio (sinh ngày 10 tháng 4 năm 1980) là một cầu thủ bóng đá người Nhật Bản.

## Sự nghiệp câu lạc bộ
Kazuya Iio đã từng chơi cho Verdy Kawasaki, Vegalta Sendai, Okinawa Kariyushi FC, Shizuoka FC, Sagan Tosu, Yokohama FC và Matsumoto Yamaga FC.